# Голуболицая мартышка
Голуболи́цая марты́шка, или усатая мартышка, или муйдо (лат. Cercopithecus cephus) — один из видов мартышек.

## Ареал
Встречаются в Анголе, Габоне, Камеруне, Республике Конго, Демократической Республике Конго, Центральноафриканской республике и Экваториальной Гвинее, где обитают в тропических влажных и вторичных лесах, а также галерейных лесах по берегам рек.

## Описание вида
Небольшая мартышка. Масса самцов 4 кг, самок — 3 кг. Своё название получила из-за голубого цвета кожи на лице. Половозрелые самцы выделяются благодаря белым усам (отсюда другое название — усатая). У этого вида развиты защечные мешки, в которые хранятся излишки пищи. Спина и верхняя часть шеи, головы, также и наружная поверхность конечностей оливково-зеленого цвета с золотистым оттенком. Нижняя поверхность тела и внутренняя поверхность конечностей синевато-серого цвета. На верхней губе белое пятно. Хвост по всей длине ржаво-красного цвета.
Держатся в кронах деревьев стадами от 4 до 35 особей. Период беременности длится 140 дней. Самки обычно рожают по одному детёнышу.

## Подвиды
- Cercopithecus cephus cephus — наиболее широко распространенный из трех подвидов[4]. Занимает всю область видового ареала, за исключением побережья Габона и Республики Конго (местообитание следующего подвида).
- Cercopithecus cephus cephodes — встречается на побережьях Габона и Республики Конго, ограниченных руслами рек Огове и Куилу[4].
- Cercopithecus cephus ngottoensis — обитает на востоке Центральноафриканской республике и на севере Республики Конго[4].